# La Chapelle-du-Lou-du-Lac
La Chapelle-du-Lou-du-Lac é uma comuna francesa na região administrativa da Bretanha, no departamento de Ille-et-Vilaine. Estende-se por uma área de 10.46 km². Em 2010 a comuna tinha 7 179 habitantes (densidade: 686,3 hab./km²).
Foi criada em 1 de janeiro de 2016, após a fusão das antigas comunas de La Chapelle-du-Lou e Le Lou-du-Lac.